# Ghatixalus variabilis
Ghatixalus variabilis es una especie de ranas que habita en la India, en las Ghats occidentales en altitudes de entre 1900 y 2630 metros.
Esta especie está en peligro de extinción por la pérdida de su hábitat natural.